# Música tropical
Música tropical es un término genérico utilizado principalmente en los países americanos de habla hispana, para referirse a las diversas variantes de música movida desde el siglo XIX en la región circundante al Mar Caribe y la región antillana del continente americano, mezcla de ritmos provenientes del continente africano y fusionadas con el folclore y ritmos de los distintos países americanos. Engloba diversos géneros musicales: la bachata, el merengue, la salsa, el fandango, el porro, el paseo, la cumbia, el vallenato, entre otros ritmos, y en ámbito extendido también al reggae y el ska, lo cual hace que se le considere en ocasiones como parte de la música afroantillana y de la música afroamericana.

## Historia
Surge de la llegada de la música y cultura africana'
La historia de la música tropical se remonta a los tiempos en que los conquistadores españoles y portugueses llegaron a América a partir del siglo XVI, trayendo a nativos africanos como esclavos empleados como sirvientes y para realizar trabajos pesados. Los primeros contingentes africanos llevados por los españoles al continente americano, llegaron desde Sevilla y el puerto de Cádiz, entrando y asentándose en los principales puertos del Nuevo Mundo, como Veracruz en México, La Habana en Cuba y sus vecinos cercanos República Dominicana (primer país descubierto del Nuevo Mundo), Cartagena de Indias en Colombia y varios puertos venezolanos así como Panamá, la actual Jamaica y el Brasil. Desde todos estos países se han generado los diversos ritmos musicales que se encasillan en el término "tropical" derivado a que se gestaron en el área de los países que forman parte del "Trópico" eje imaginario central de rotación de la tierra en América.
La población de esclavos africanos creció ya que la corona española demandaba más mano de obra fuerte en las minas y construcción en las Antillas, extendiendo a países como Cuba, México, Bolivia, Perú, Colombia, Venezuela, Jamaica entre otros, trayendo consigo su cultura, religión y música desde países como Nigeria, la actual República del Congo, y diversas etnias africanas como los Mandinga, de Gambia, Nueva Guinea, Malí y Costa de Marfil. La mayor parte de las concentraciones negras en cada uno de estos países se asentó sobre sus costas. Una vez abolida la esclavitud en los distintos países gracias a la caída de la corona española y movimientos de independencia en el siglo XIX se emanciparon hasta lograr una identidad propia y un mestizaje con los nativos americanos, dando origen a las comunidades afroamericanas, como los afrocolombianos, afrocubanos, afroperuanos, afrobrasileños etc.

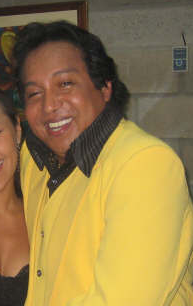
Diomedes Díaz, uno de los máximos expositores del vallenato.

Es así como comienza la historia del mestizaje musical entre África y América. Los ritmos traídos desde África como el Ritmo subsahariano y la Rítmica en cruz etc. (Véase Música africana), fueron cambiando con el tiempo, los negros africanos realizaban sus bailes y canciones aun esclavizados como forma de unión y protesta en contra de sus esclavizadores como lo describen los temas "La cumbia nació en Barú" y la Salsa "No le pegue a la negra", dichos bailes y ritmos evolucionan hasta dar origen a los diversos géneros que hoy conforman la música tropical.
Época moderna de la música tropical
A partir de la invención del fonógrafo, se comenzaron a registrar en la memoria musical del mundo las primeras grabaciones de música negra, cuando ya tenían una consolidación propia, lo cual, con el desarrollo de las tecnologías de comunicación como el radio, permitieron dar a conocer de manera formal todo el gran bagaje musical negro gestado desde los tiempos de la conquista.

### Cuba
A principios del siglo XX gracias a los medios de comunicación y el cine mexicano de la época se dan a conocer en el mundo diversas tendencias musicales cubanas como el Bolero, el Danzón, el Son cubano, el Guaguancó, el Chachachá, y el Mambo que más tarde darían origen a la Salsa, que hasta la fecha son muy populares en el continente, su foco fue La Habana, una de sus más grandes orquestas es la famosa

### México
De la misma forma que Cuba, México crea a partir de variantes musicales africanas y españolas el Son Jarocho, Trova yucateca, muy popular en la región oriente de ese país.

### Jamaica
Es el país reconocido mundialmente por crear a partir de la música negra el Ska y sus derivados, el Rocksteady y el Reggae, sonidos de gran difusión en el mundo.

### Colombia
Los colombianos de la región norte del país, son los creadores de la música Cumbia de gran popularidad en el continente, si bien la época de oro de dicho ritmo fue entre los años 1890 y 1970, su ritmo fue modificado y asimilado a gran escala en países como México, Perú, Centroamérica y Argentina desde mediados de los años 1980, y Colombia actualmente ha dejado de producir Cumbia para decantarse por la Salsa, el Vallenato, y la Charanga.

### Puerto Rico
El país caribeño asimila y lleva a la cúspide la música negra, la cual al mezclar sus diferentes ritmos, encuentra creaciones como Bomba y Plena, géneros que combinados con ritmos cubanos y afroamericanos resultaron en la Salsa.

### República Dominicana
Este país es el creador de 2 (dos) de los ritmos musicales más famosos de todo el continente Americano, el Merengue y la Bachata, géneros musicales bailables que distinguen el género latinoamericano. El Merengue fue declarado Patrimonio Cultural Inmaterial de la Humanidad por la Unesco.